# VIII viaggio apostolico di Benedetto XVI
Il papa Benedetto XVI si è recato negli Stati Uniti d'America dal 15 al 21 aprile 2008 in occasione della visita alla sede dell'Organizzazione delle Nazioni Unite.
Nel corso del suo viaggio, ha visitato la capitale Washington e New York, ha celebrato 5 messe, di cui due in privato e partecipato a 6 altre celebrazioni.

## Svolgimento

### 15 aprile
Il 15 aprile a mezzogiorno il papa è partito dall'aeroporto di Fiumicino per gli Stati Uniti d'America; è atterrato a Washington nel pomeriggio americano accolto dal presidente degli Stati Uniti e della first lady. Subito dopo il papa si è recato alla nunziatura apostolica.

### 16 aprile
Il 16 aprile, dopo aver celebrato la messa in privato nella cappella della Nunziatura si è recato nel South Lawn della White House di Washington per la cerimonia di benvenuto; subito dopo ha svolto la visita di cortesia al presidente degli Stati Uniti d'America nello Studio Ovale della White House di Washington.
Nel pomeriggio ha salutato i rappresentanti di fondazioni caritative cattoliche nella nunziatura apostolica di Washington; in seguito il pontefice si è recato nel National Shrine of the Immaculate Conception di Washington per celebrare i vespri e incontrare i vescovi degli Stati Uniti d'America.

### 17 aprile
In mattinata ha celebrato la messa nel Nationals Stadium di Washington. Nel pomeriggio ha avuto l'incontro con gli educatori cattolici nella sala conferenze della Catholic University of America di Washington e in serata l'incontro con rappresentanti di altre religioni nella Sala Rotunda del Pope John Paul II Cultural Center di Washington.

### 18 aprile
In mattinata ha celebrato la messa in privato nella cappella della Nunziatura Apostolica di Washington e poi si è congedato dalla stessa. Dopo è partito in aereo per New York.
All'arrivo a New York ha visitato la sede dell'ONU dove ha tenuto un discorso all'Assemblea generale e ha salutato lo staff e il personale. Nel pomeriggio il papa ha avuto un incontro ecumenico nella chiesa di St. Joseph di New Yorke in serata ha cenato con i cardinali degli Stati Uniti d'America, con il Praesidium della Conferenza dei vescovi cattolici degli Stati Uniti d'America (USCCB) e con il seguito papale nella residenza papale di New York

### 19 aprile
Nella mattina del 19 aprile il papa ha celebrato una messa votiva con i sacerdoti, i religiosi e le religiose nella cattedrale di St. Patrick di New York e in seguito a pranzato con i vescovi dell'arcidiocesi di New York. Nel pomeriggio ha incontrato i giovani e i seminaristi nel seminario di St. Joseph di New York-

### 20 aprile
La domenica mattina il papa ha visitato il Ground Zero di New York dove ha pregato. Nel primo pomeriggio ha celebrato la messa nel Yankee Stadium di New York. In serata si è tenuta la cerimonia di congedo all'aeroporto di John Fitzgerald Kennedy di New York da dove è partito subito dopo per Roma. 